# Steve Mason
Steve Mason (né le 29 mai 1988 à Oakville dans la province d'Ontario, au Canada) est un joueur professionnel canadien de hockey sur glace. Il évolue au poste de gardien de but.

## Carrière sportive

### Débuts dans la LNH
Mason a été choisi par les Blue Jackets de Columbus lors du repêchage d'entrée dans la LNH 2006, à la 69e position lors du 3e tour. 
Après avoir évolué dans les ligues mineures deux saisons, le directeur-général des Jackets, Scott Howson, décide de rappeler Mason pour un match face aux Oilers d'Edmonton. Durant cette partie, il accorde 4 buts mais son équipe l'emporte cependant 5-4 et il signe sa première victoire dans la LNH. Après quelques matchs, il signe deux autres victoires avant de subir sa première défaite face aux Coyotes de Phoenix où il accorde 4 buts sur 29 tirs. Une semaine plus tard, face aux Thrashers d'Atlanta, il réussit son premier blanchissage.
À la fin de la saison, Mason a un total de 10 blanchissages, qui fait de lui un candidat pour l'obtention du trophée Calder remis à la meilleure recrue. Son équipe se qualifie pour les séries éliminatoires de la Coupe Stanley mais elle perd la première série de son histoire contre les Red Wings de Détroit 4-0. À la fin de la saison 2008-2009, Mason reçoit finalement le trophée Calder.
Il est échangé en avril 2013 aux Flyers de Philadelphie contre Michael Leighton et un choix de troisième tour au repêchage de 2015.
Le 1er juillet 2017, il signe un contrat de 2 ans avec les Jets de Winnipeg à titre d'agent libre.
Le 30 juin 2018, il est échangé aux Canadiens de Montréal en compagnie de l'attaquant Joel Armia et de deux choix au repêchage en retour du défenseur Simon Bourque. Son contrat est aussitôt racheté par les Canadiens.

### Carrière internationale
Mason a participé au championnat mondial junior de 2008 et a remporté la médaille d'or avec l'équipe canadienne junior.

## Statistiques

### En club
| Saison     | Équipe                   | Ligue      |     | Saison régulière | Saison régulière | Saison régulière | Saison régulière | Saison régulière | Saison régulière | Saison régulière | Saison régulière | Saison régulière | Saison régulière |   | Séries éliminatoires | Séries éliminatoires | Séries éliminatoires | Séries éliminatoires | Séries éliminatoires | Séries éliminatoires | Séries éliminatoires | Séries éliminatoires | Séries éliminatoires |
| Saison     | Équipe                   | Ligue      | PJ  | V                | D                | Pr/N             | Min              | BC               | Moy              | % Arr            | Bl               | Pun              | PJ               | V | D                    | Min                  | BC                   | Moy                  | % Arr                | Bl                   | Pun                  |                      |                      |
| 2005-2006  | Jets de Petrolia         | WOHL       | 9   | 6                | 3                | 0                | 522              | 22               | 2,53             |                  | 1                |                  | 5                | 3 | 2                    | 348                  | 9                    | 1,55                 |                      | 0                    |                      |                      |                      |
| 2005-2006  | Knights de London        | LHO        | 12  | 5                | 3                | 0                | 497              | 22               | 2,66             | 93,1             | 0                | 0                | 4                | 0 | 1                    | 150                  | 7                    | 2,80                 | 9,11                 | 0                    | 0                    |                      |                      |
| 2006-2007  | Knights de London        | LHO        | 62  | 45               | 13               | 4                | 3 733            | 199              | 3,20             | 91,4             | 2                | 16               | 16               | 9 | 7                    | 931                  | 54                   | 3,48                 | 91,5                 | 0                    | 2                    |                      |                      |
| 2007-2008  | Knights de London        | LHO        | 26  | 19               | 4                | 3                | 1 569            | 73               | 2,79             | 91,6             | 2                | 4                | -                | - | -                    | -                    | -                    | -                    | -                    | -                    | -                    |                      |                      |
| 2007-2008  | Rangers de Kitchener     | LHO        | 16  | 13               | 3                | 0                | 961              | 33               | 2,06             | 91,5             | 1                | 0                | 5                | 5 | 0                    | 313                  | 10                   | 1,92                 | 94,6                 | 1                    | 2                    |                      |                      |
| 2008-2009  | Crunch de Syracuse       | LAH        | 3   | 2                | 1                | 0                | 184              | 5                | 1,63             | 93,7             | 0                | 0                | -                | - | -                    | -                    | -                    | -                    | -                    | -                    | -                    |                      |                      |
| 2008-2009  | Blue Jackets de Columbus | LNH        | 61  | 33               | 20               | 7                | 3 664            | 140              | 2,29             | 91,6             | 10               | 2                | 4                | 0 | 4                    | 240                  | 17                   | 4,27                 | 87,8                 | 0                    | 0                    |                      |                      |
| 2009-2010  | Blue Jackets de Columbus | LNH        | 58  | 20               | 26               | 9                | 3 202            | 163              | 3,06             | 90,1             | 5                | 2                | -                | - | -                    | -                    | -                    | -                    | -                    | -                    | -                    |                      |                      |
| 2010-2011  | Blue Jackets de Columbus | LNH        | 54  | 24               | 21               | 7                | 3 027            | 153              | 3,03             | 90,1             | 3                | 2                | -                | - | -                    | -                    | -                    | -                    | -                    | -                    | -                    |                      |                      |
| 2011-2012  | Blue Jackets de Columbus | LNH        | 46  | 16               | 26               | 3                | 2 534            | 143              | 3,39             | 89,4             | 1                | 2                | -                | - | -                    | -                    | -                    | -                    | -                    | -                    | -                    |                      |                      |
| 2012-2013  | Blue Jackets de Columbus | LNH        | 13  | 3                | 6                | 1                | 713              | 35               | 2,95             | 89,9             | 0                | 0                | -                | - | -                    | -                    | -                    | -                    | -                    | -                    | -                    |                      |                      |
| 2012-2013  | Flyers de Philadelphie   | LNH        | 7   | 4                | 2                | 0                | 379              | 12               | 1,9              | 94,4             | 0                | 0                | -                | - | -                    | -                    | -                    | -                    | -                    | -                    | -                    |                      |                      |
| 2013-2014  | Flyers de Philadelphie   | LNH        | 61  | 33               | 18               | 7                | 3 486            | 145              | 2,5              | 91,7             | 4                | 10               | 5                | 2 | 2                    | 244                  | 8                    | 1,97                 | 93,9                 | 0                    | 0                    |                      |                      |
| 2014-2015  | Flyers de Philadelphie   | LNH        | 51  | 18               | 18               | 11               | 2 886            | 108              | 2,25             | 92,8             | 3                | 2                | -                | - | -                    | -                    | -                    | -                    | -                    | -                    | -                    |                      |                      |
| 2015-2016  | Flyers de Philadelphie   | LNH        | 54  | 23               | 19               | 10               | 3 151            | 132              | 2,51             | 91,8             | 4                | 2                | 3                | 0 | 3                    | 177                  | 12                   | 4,09                 | 85,2                 | 0                    | 0                    |                      |                      |
| 2016-2017  | Flyers de Philadelphie   | LNH        | 58  | 26               | 21               | 8                | 3 225            | 143              | 2,66             | 90,8             | 3                | 0                | -                | - | -                    | -                    | -                    | -                    | -                    | -                    | -                    |                      |                      |
| 2017-2018  | Jets de Winnipeg         | LNH        | 13  | 5                | 6                | 0                | 685              | 37               | 3,24             | 90,6             | 1                | 0                | 1                | 0 | 0                    | 20                   | 0                    | 0                    | 100                  | 0                    | 0                    |                      |                      |
| 2017-2018  | Moose du Manitoba        | LAH        | 1   | 1                | 0                | 0                | 64               | 4                | 3,73             | 81,8             | 0                | 0                | -                | - | -                    | -                    | -                    | -                    | -                    | -                    | -                    |                      |                      |
| Totaux LNH | Totaux LNH               | Totaux LNH | 476 | 205              | 183              | 64               | 26 947           | 1 211            | 2,70             | 91,1             | 34               | 22               | 13               | 2 | 9                    | 680                  | 37                   | 3,27                 | 89,7                 | 0                    | 0                    |                      |                      |

### En équipe nationale
| Année | Compétition                 |   | PJ | V | D   | Min | BC   | Moy  | % Arr | Bl | Pun           |  | Résultat |
| 2008  | Championnat du monde junior | 5 | 5  | 0 | 304 | 6   | 1,18 | 95,1 | 1     |    | Médaille d'or |  |          |

## Trophées et honneurs personnels
- Ligue nationale de hockey : récipiendaire du Trophée Calder en 2009